# Fraser Point
Fraser Point är en udde i Antarktis. Den ligger i Sydorkneyöarna. Argentina och Storbritannien gör anspråk på området. Fraser Point ligger på ön Laurie.
Terrängen inåt land är kuperad åt sydväst. Havet är nära Fraser Point åt nordost.  Trakten är obefolkad. Det finns inga samhällen i närheten. 